# Kurt Seiffert
Pour les articles homonymes, voir Seiffert.
Kurt Seiffert, né le 21 décembre 1935 à Detroit (Michigan), est un rameur d'aviron américain.

## Palmarès

### Jeux olympiques
- Melbourne 1956
  -  Médaille d'or en deux avec barreur[1].